# Línea 696 (Interurbanos Madrid)
La línea 696 de la red de autobuses interurbanos de Madrid une el Hospital General de Collado Villalba con Navacerrada.

## Características
Fue puesta en servicio en octubre de 2014, coincidiendo con la apertura del citado hospital.
La línea mantiene los mismos horarios todo el año (exceptuando las vísperas de festivo y festivos de Navidad), circulando únicamente de lunes a sábados laborables. No presta servicio los domingos y festivos.
Está operada por Avanza Movilidad Integral mediante la concesión administrativa VCM-604 - Madrid – Cercedilla – Hoyo de Manzanares (Viajeros Comunidad de Madrid) del Consorcio Regional de Transportes de Madrid.
1. ↑  espormadrid (24 de septiembre de 2014). «3 nuevas líneas de autobuses interurbanos al Hospital de Collado Villalba». Consultado el 2 de noviembre de 2023.
2. ↑  «Detalle línea 696». Avanza. Transporte interurbano en Madrid. Consultado el 4 de mayo de 2023.

## Horarios
Los horarios que no sean cabecera son aproximados.
| Lunes a viernes laborables              |                                         |                                         |                                         |                                         |                                         |                                         |                                         |
| Hospital Collado Villalba > Navacerrada | Hospital Collado Villalba > Navacerrada | Hospital Collado Villalba > Navacerrada | Hospital Collado Villalba > Navacerrada | Navacerrada > Hospital Collado Villalba | Navacerrada > Hospital Collado Villalba | Navacerrada > Hospital Collado Villalba | Navacerrada > Hospital Collado Villalba |
| Hosp. Collado Villalba                  | Collado Mediano                         | Becerril de la Sierra                   | Navacerrada                             | Navacerrada                             | Becerril de la Sierra                   | Collado Mediano                         | Hosp. Collado Villalba                  |
|                                         |                                         |                                         |                                         | 06ː50                                   | 07ː05                                   | 07ː20                                   | 07ː30                                   |
| 07ː40                                   | 07ː50                                   | 08ː05                                   | 08ː20                                   | 08ː20                                   | 08ː35                                   | 08ː50                                   | 09ː00                                   |
| 09ː05                                   | 09ː15                                   | 09ː30                                   | 09ː45                                   | 09ː45                                   | 10ː00                                   | 10ː15                                   | 10ː25                                   |
| 10ː30                                   | 10ː40                                   | 10ː55                                   | 11ː10                                   | 11ː40                                   | 11ː55                                   | 12ː10                                   | 12ː20                                   |
| 12ː25                                   | 12ː35                                   | 12ː50                                   | 13ː05                                   | 13ː05                                   | 13ː20                                   | 13ː35                                   | 13ː45                                   |
| 13ː50                                   | 14ː00                                   | 14ː15                                   | 14ː30                                   | 14ː30                                   | 14ː45                                   | 15ː00                                   | 15ː10                                   |
| 15ː20                                   | 15ː30                                   | 15ː45                                   | 16ː00                                   | 15ː55                                   | 16ː10                                   | 16ː25                                   | 16ː35                                   |
| 16ː40                                   | 16ː50                                   | 17ː05                                   | 17ː20                                   | 17ː20                                   | 17ː35                                   | 17ː50                                   | 18ː00                                   |
| 18ː55                                   | 19ː05                                   | 19ː20                                   | 19ː35                                   | 19ː35                                   | 19ː50                                   | 20ː05                                   | 20ː15                                   |
| 20ː00                                   | 20ː10                                   | 20ː25                                   | 20ː40                                   | 20ː40                                   | 20ː55                                   | 21ː10                                   | 21ː20                                   |
| 22ː05                                   | 22ː15                                   | 22ː30                                   | 22ː45                                   | 22ː45                                   | 23ː00                                   | 23ː15                                   | 23ː25                                   |
| Sábados laborables                      |                                         |                                         |                                         |                                         |                                         |                                         |                                         |
| Hospital Collado Villalba > Navacerrada | Hospital Collado Villalba > Navacerrada | Hospital Collado Villalba > Navacerrada | Hospital Collado Villalba > Navacerrada | Navacerrada > Hospital Collado Villalba | Navacerrada > Hospital Collado Villalba | Navacerrada > Hospital Collado Villalba | Navacerrada > Hospital Collado Villalba |
| Hosp. Collado Villalba                  | Collado Mediano                         | Becerril de la Sierra                   | Navacerrada                             | Navacerrada                             | Becerril de la Sierra                   | Collado Mediano                         | Hosp. Collado Villalba                  |
| 07ː40                                   | 07ː50                                   | 08ː05                                   | 08ː20                                   | 06ː55                                   | 07ː05                                   | 07ː15                                   | 07ː25                                   |
| 08ː50                                   | 09ː00                                   | 09ː15                                   | 09ː30                                   | 08ː15                                   | 08ː30                                   | 08ː45                                   | 08ː55                                   |
| 10ː10                                   | 10ː20                                   | 10ː35                                   | 10ː50                                   | 09ː25                                   | 09ː40                                   | 09ː55                                   | 10ː05                                   |
| 11ː50                                   | 12ː00                                   | 12ː15                                   | 12ː30                                   | 11ː15                                   | 11ː30                                   | 11ː45                                   | 11ː55                                   |
| 13ː20                                   | 13ː30                                   | 13ː45                                   | 14ː00                                   | 12ː25                                   | 12ː40                                   | 12ː55                                   | 13ː05                                   |
| 15ː30                                   | 15ː40                                   | 15ː55                                   | 16ː10                                   | 13ː55                                   | 14ː10                                   | 14ː25                                   | 14ː35                                   |

## Recorrido y paradas

### Sentido Navacerrada
| Código | Parada                              | Común con | Municipio             | Zona |
| ------ | ----------------------------------- | --------- | --------------------- | ---- |
| 19387  | Hospital General de Villalba        |           | Collado Villalba      |      |
| 09279  | Av. Buenos Aires - Urb. Los Linos   | 683 691   | Collado Mediano       |      |
| 09280  | Av. Buenos Aires - Puerto Rico      | 683 691   | Collado Mediano       |      |
| 19244  | Av. Madrid - Instituto              | 691       | Collado Mediano       |      |
| 09178  | Ctra. M623 - Joan Miró              | 690 691   | Becerril de la Sierra |      |
| 09275  | Ctra. M623 - Urb. Cerro Grande      | 690 691   | Becerril de la Sierra |      |
| 09177  | Av. Flores - Colonia El Tomillar    | 690 691   | Becerril de la Sierra |      |
| 09186  | P.º Ermita - Guardia Civil          | 690 691   | Becerril de la Sierra |      |
| 09187  | Av. Calvo Sotelo - Centro Cultural  | 690 691   | Becerril de la Sierra |      |
| 09188  | Av. Calvo Sotelo - Gijón            | 690 691   | Becerril de la Sierra |      |
| 15710  | Av. Calvo Sotelo - Urb. Las Huertas | 690 691   | Becerril de la Sierra |      |
| 10987  | Ctra. M861 - Presa de Navacerrada   | 690 691   | Becerril de la Sierra |      |
| 19413  | Av. Lago - Urb. Reajo del Roble     | 690 691   | Collado Mediano       |      |
| 09190  | Ctra. M601 - Colonia Mata del Rosal | 690 691   | Navacerrada           |      |
| 15615  | Av. Madrid - Travesía Tejera        | 690 691   | Navacerrada           |      |
| 09192  | P.º Españoles - Casa de la Cultura  | 690 691   | Navacerrada           |      |
| 09193  | Eras - Oficina de Correos           | 690 691   | Navacerrada           |      |
| 15617  | Eras - Urb. Los Copos               | 690 691   | Navacerrada           |      |

### Sentido Collado Villalba
| Código | Parada                              | Común con | Municipio             | Zona |
| ------ | ----------------------------------- | --------- | --------------------- | ---- |
| 15616  | Eras - Urb. Los Copos               | 690 691   | Navacerrada           |      |
| 09201  | Eras - Oficina de Correos           | 690 691   | Navacerrada           |      |
| 10988  | Cuartel - Travesía Santísimo        | 690 691   | Navacerrada           |      |
| 09202  | Av. Madrid - P.º Españoles          | 690 691   | Navacerrada           |      |
| 09203  | Av. Madrid - Travesía Tejera        | 690 691   | Navacerrada           |      |
| 09204  | Ctra. M601 - Polideportivo          | 690 691   | Navacerrada           |      |
| 09205  | Av. Lago - Urb. Reajo del Roble     | 690 691   | Collado Mediano       |      |
| 15709  | Av. Calvo Sotelo - Urb. Las Huertas | 690 691   | Becerril de la Sierra |      |
| 09206  | Av. Calvo Sotelo - Cigarral         | 690 691   | Becerril de la Sierra |      |
| 09207  | Av. Calvo Sotelo - Centro Cultural  | 690 691   | Becerril de la Sierra |      |
| 09208  | P.º Ermita - Guardia Civil          | 690 691   | Becerril de la Sierra |      |
| 09209  | Ctra. M623 - P.º Ermita             | 690 691   | Becerril de la Sierra |      |
| 09274  | Ctra. M623 - P.º San Sebastián      | 690 691   | Becerril de la Sierra |      |
| 09210  | Ctra. M623 - Urb. Las Mercedes      | 690 691   | Becerril de la Sierra |      |
| 11570  | Ctra. M623 - Urb. Parque Collado    | 690 691   | Becerril de la Sierra |      |
| 19243  | Av. Madrid - Palencia               | 691       | Collado Mediano       |      |
| 09300  | Av. Buenos Aires - Puerto Rico      | 683 691   | Collado Mediano       |      |
| 09301  | Av. Buenos Aires - Urb. Los Linos   | 683 691   | Collado Mediano       |      |
| 19387  | Hospital General de Villalba        |           | Collado Villalba      |      |